# 타인의 생명보험
타인의 생명보험이란 다른 사람의 생명에 대한 보험을 말한다. 

## 동의의 시기
타인의 생명보험계약을 체결하기 위하여는 그 타인의 서면동의를 얻어야만 한다(상법 제731조 제1항). 동의의 시기와 관련하여 보험계약의 체결 이후에 사후추인 방식으로도 동의가 가능한지 문제된다.  통설은 상법 제731조 제1항에서 보험계약 체결시라고 규정하고 있으므로 원칙적으로는 보험계약 체결시까지 피보험자의 동의가 있어야 하는 것이지만, 피보험자의 자유로운 의사에 의한 사후동의를 무시할 이유도 없다고 본다. 판례는 '상법 제731조 제1항의 규정에 의하면 타인의 사망을 보험사고로 하는 보험계약에 있어서 피보험자가 서면으로 동의의 의사표시를 하여야 하는 시점은 보험계약 체결시까지이다라고 판시하여 사후 동의의 효력을 부정하고 있는 것으로 판단된다. 

## 동의가 없는 경우
타인의 생명보험계약에 있어서 타인의 동의는 보험계약의 효력발생요건으로 보는 것이 대체적 견해인바, 동의가 없는 타인의 생명보험계약은 무효가 된다. 그런데 보험업계의 현실에서는 타인의 자필서명이 없이 보험계약이 이루어지는 경우가 자주 있고, 만일 이러한 해석을 엄격하게 하여 타인의 서면 동의 없는 생명보험계약을 무조건 무효라고 하고 보험사고 발생시 보험금을 지급하지 않음은 물론 보험자의 책임을 일체 인정하지 않는다면 구체적인 타당성의 면에서 문제가 있다. 

## 판례
“『상법』 제731조 제1항은 타인의 사망을 보험사고로 하는 보험계약에 있어서 도박보험의 위험성과 피보험자 살해의 위험성 및 공서양속 침해의 위험성을 배제하기 위하여 마련된 강행규정이고, 보험계약 체결 시에 피보험자인 타인의 서면에 의한 동의를 얻도록 규정한 것은 그 동의의 시기와 방식을 명확히 함으로써 분쟁의 소지를 없애려는 데 그 취지가 있으므로, 피보험자인 타인의 동의는 각 보험계약에 대하여 개별적으로 서면에 의하여 이루어져야 하며, 포괄적인 동의 또는 묵시적이거나 추정적 동의만으로는 부족하다(대법원 2003. 7. 22. 선고 2003다24451 판결).”